# Håkonsvern

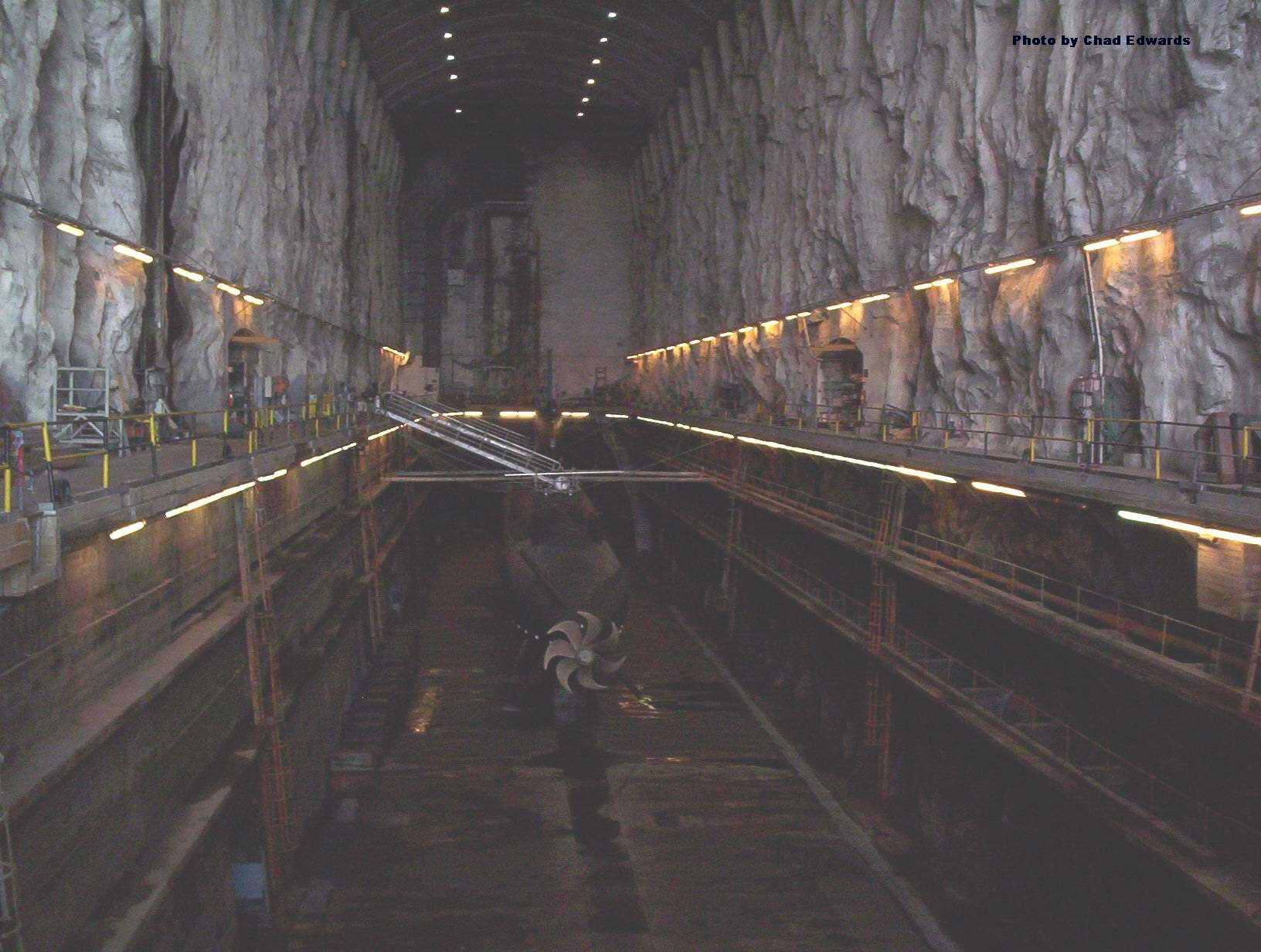
Dock a Haakonsvern, construit dans une base souterraine

Håkonsvern ou Haakonsvern est la principale base de la Marine royale norvégienne et la plus grande base navale des pays nordiques. Elle est située à Mathopen à l'embouchure de Nordåsvatnet, à 15 kilomètres du centre de Bergen. Elle a été établie en 1962 quand la majeure partie des activités navales fut déplacée de Horten, alors principale base norvégienne dans le fjord d'Oslo vers Bergen. 
Haakonsvern est le port d'attache pour la plupart des navires et sous-marins  de la marine norvégienne et est fréquemment visité par des navires d'autres pays de l'OTAN. Haakonsvern abrite également l'établissement royal d'entrainement naval KNM Tordenskjold (en) ainsi que des installations d'entretien et de maintenance, dont une forme souterraine capable d'accueillir des frégates.
Environ 5 400 personnes travaillent sur la base, militaires ou civils.